# Павлодарска област
Павлодарска област (каз. Павлодар облысы, рус. Павлодарская область) се налази на северном делу Казахстана. Главни град области је Павлодар. Број становника области је 749.516 по попису из 2013.